# Ferdinand Kingsley
 Ferdinand Kingsley (Leamington Spa, Warwickshire, Reino Unido, 13 de febrero de 1988) es un actor británico. Es conocido por interpretar los papeles de Hob Gadling en la serie de Netflix The Sandman (2022), Hamza Bey en la película Dracula Untold (2014), como el señor Charles Elmé Francatelli en la serie de televisión Victoria (2016-2019) e Irving Thalberg en la película Mank (2020).

## Biografía
Kingsley nació el 13 de febrero de 1988 en Leamington Spa, Warwickshire, es hijo del actor Ben Kingsley y la directora de teatro Alison Sutcliffe. Su abuelo paterno, Rahimtulla Harji Bhanji (1914-1968), fue un doctor de origen gujarati, de la región del Guyarat, en la India quien se había nacionalizado keniano. Su bisabuelo era un comerciante de especias extremadamente exitoso que se había mudado de la India a Zanzíbar, donde vivió su abuelo hasta que se mudó a Inglaterra a la edad de 14 años. La abuela paterna de Kingsley era inglesa, de ascendencia judía.
Kingsley asistió a la Warwick School y a la Guildhall School of Music and Drama.

## Vida actoral
Kingsley ha interpretado numerosos papeles en el cine, la televisión y el teatro, donde incluyen Troilo y Crésida, y Little Eyolf para la Royal Shakespeare Company. Interpretó a Rosencrantz en la producción de Hamlet de 2010-2011 del National Theatre, por la que recibió una mención en los premios Ian Charleson de 2010, y a Phaeax en Welcome to Thebes.
En la película The Last Legion interpretó al joven Ambrosinus en la juventud del personaje homónimo, interpretado por su padre Ben Kingsley. Interpretó el papel de Albert Aurier en la producción de la BBC Van Gogh: Painted with Words. Interpretó a Bushy en Ricardo II, que forma parte de la temporada de Shakespeare de la BBC que se emitió en el verano de 2012.
Interpretó tanto a Jesús como a Dios en la producción de agosto de 2012 de York Mystery Plays. En 2013, Kingsley interpretó el papel del anarquista judío asesinado Joshua Bloom en el drama criminal de la época de la BBC Ripper Street, y filmó papeles destacados en Poirot: Elephants Can Remember de Agatha Christie, el largometraje de la BBC The Whale como Obed Hendricks y Universal Pictures' 2014 presentan a Dracula Untold como Hamza Bey. En la primavera de 2013, Kingsley protagonizó el cortometraje Dance in Color de The Crookes. En 2016, Kingsley protagonizó al cocinero británico italiano Charles Elmé Francatelli, que estaba perdidamente enamorado de la dama de cuarto Nancy Skerrett, interpretado por Nell Hudson en la serie de televisión Victoria.

## Filmografía
| Año       | Título                       | Interpreta               | Notas |  |
| --------- | ---------------------------- | ------------------------ | --- |  |
| 2010      | Van Gogh: Painted with Words | Albert Aurier            | Película para televisión |  |
| 2012      | The Hollow Crown             | Sir John Bushy           | Episodio: "Richard II" |  |
| 2013      | Ripper Street                | Joshua Bloom             | Episodio: "Tournament of Shadows" |  |
| 2013      | Agatha Christie's Poirot     | Desmond Burton-Cox       | Episodio: "Elephants Can Remember" |  |
| 2013      | The Whale                    | Obed Hendricks           | Película para televisión |  |
| 2014      | Borgia                       | Giulio d'Este            | Episodios: "1503, 1° Parte" "1503, 2° Parte" "1504" "1506" "1507"                                                                           |  |
| 2016–2019 | Victoria                     | Charles Elmé Francatelli | |  |
| 2017      | Still Star-Crossed           | Aldo Lazzara             | Episodios: "Pluck Out the Heart of My Mystery" "Nature Hath Framed Strange Fellows in Her Time" "Hell Is Empty and All the Devils Are Here" |  |
| 2017      | Doctor Who                   | Neville Catchlove        | Episodio: "Empress of Mars" |  |
| 2022      | The Sandman                  | Hob Gadling              | Episodio: "El Son De Sus Alas" |  |
| 2023      | Silo                         | George Wilkins           | |  |
| 2023      | Reacher                      | A.M.                     | |  |